# Daniel Boon
Pour les articles homonymes, voir Boon.
Daniel Boon (Auderghem, 18 août 1872 - 17 août 1939), est un homme politique belge. 

## Biographie
Daniel Boon fut entrepreneur-menuisier.
Il habita dans la rue de la Vignette au no 23 de jadis. 
Le 1er janvier 1912, il fut élu pour la première fois conseiller communal sur la liste libérale à Auderghem. Son parti disposait alors de la majorité. 
En 1921, lors des premières élections au suffrage universel, les libéraux furent rejetés dans l'opposition, les catholiques ayant conclu un accord avec l'unique conseiller élu sur la liste des Anciens Combattants. Le leader de cette majorité était  Gustave Demey.
À cette époque, Daniel Boon devint l'un des ténors de l'opposition. Les libéraux ne réussirent pourtant pas à reprendre le pouvoir en 1926, les catholiques ayant obtenu 6 sièges pour 5 aux libéraux. 
En 1932 cependant, les libéraux faisaient un accord avec le seul élu socialiste et une équipe bleu-rouge parvint aux commandes. Auderghem comptait alors quelque 15 000 habitants et Daniel Boon devint échevin des Travaux publics.
Daniel Boon fut encore réélu mais présenta néanmoins sa démission le 9 janvier 1939, pour des raisons de santé. 
Il mourut à la veille de son anniversaire.
Il reçut une rue à son nom, de son vivant.